# Spartak Babajan

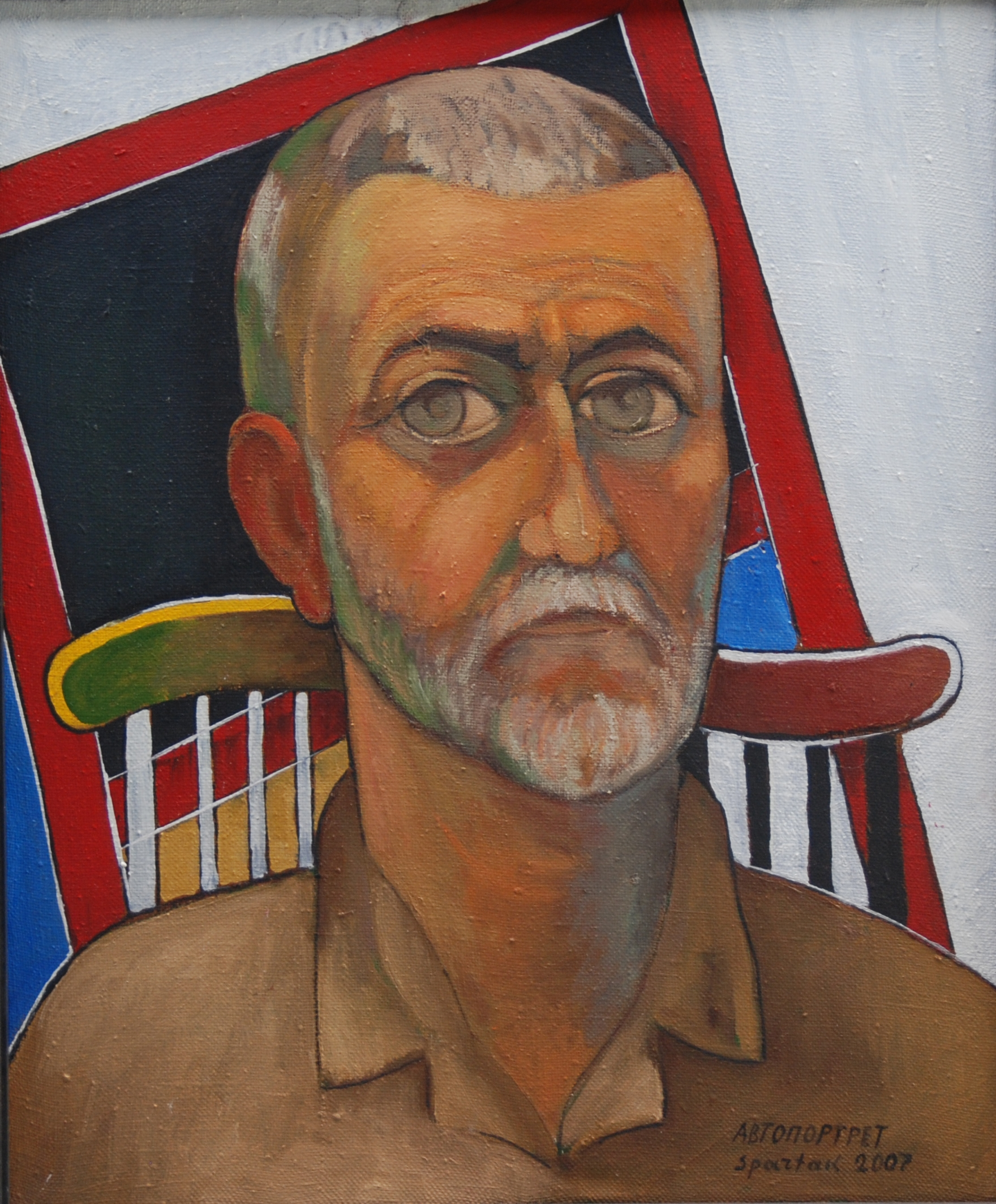
Selbstporträt, 2007

Spartak Chatschaturowitsch Babajan (russisch Спартак Хачатурович Бабаян, englisch Spartak Babayan, * 25. September 1933 in Armawir, Armenische SSR, Sowjetunion) ist ein Bildhauer und Maler und einer der Hauptvertreter der postsowjetischen Maler der Perestroika. Als Expressionist wurde er vor allem durch seine „Urbanen Landschaften“ bekannt. In der späteren kalifornischen Schaffensphase durch eine harmonische Synthese in seinen Bildkompositionen von kubistischen und figurativen Elementen. Beeinflusst wurde er von den französischen Avantgardisten Auguste Rodin, Henri Matisse und Pablo Picasso.

## Leben

### Ausbildung und frühe Arbeiten
Von 1955 bis 1962 absolvierte Babajan die Terlemesjan-Kunstschule in Jerewan mit dem Schwerpunkt Bildhauerei. 1962 setzte er seine Studien an der Leningrader Muchina-Kunsthochschule fort, welche Anfang des 20. Jahrhunderts von den russischen Avantgardisten um Kasimir Malewitsch gegründet wurde. Erfolgreich beendete er 1967 das Studium der Bildhauerei, Malerei sowie Architektur und kehrte in seine Heimat Armenien zurück. Dort und in anderen südlichen Unionsrepubliken der damaligen Sowjetunion arbeitete der Bildhauer viele Jahre lang an der Realisierung staatlicher Kunstaufträge, aus denen eine Vielzahl an Denkmale und Skulpturen in der Region hervorgingen. 
Der Kunststil für seine Arbeiten, Naturalismus und Realismus, wurde Babajan von den Auftraggebern durch das Thema vorgegeben. Bei der Mehrzahl seiner Werke als Bildhauer blieben seine Ambitionen und Inspirationen als Künstler der Moderne fast immer auf der Strecke. Ausnahmen bildet unter anderem das Denkmal des Mathematikers "Al-Chorisme" in Chiwa (Usbekistan), welche sein künstlerisches Potenzial als Bildhauer der Moderne erkennen lässt.

### Moskauer Zeit
1984 siedelte Spartak Babajan mit seiner Familie in die Hauptstadt Moskau um. Mit der Perestroika kam die politischen Öffnung der Sowjetunion und es entstanden auch neue Freiheiten für die Künstler. Babajan widmete sich nun der Malerei der Moderne. Spartak Babajan offenbarte sich als Neo-Expressionist unter den Malern der Perestroika.

### Schaffensphase in Deutschland

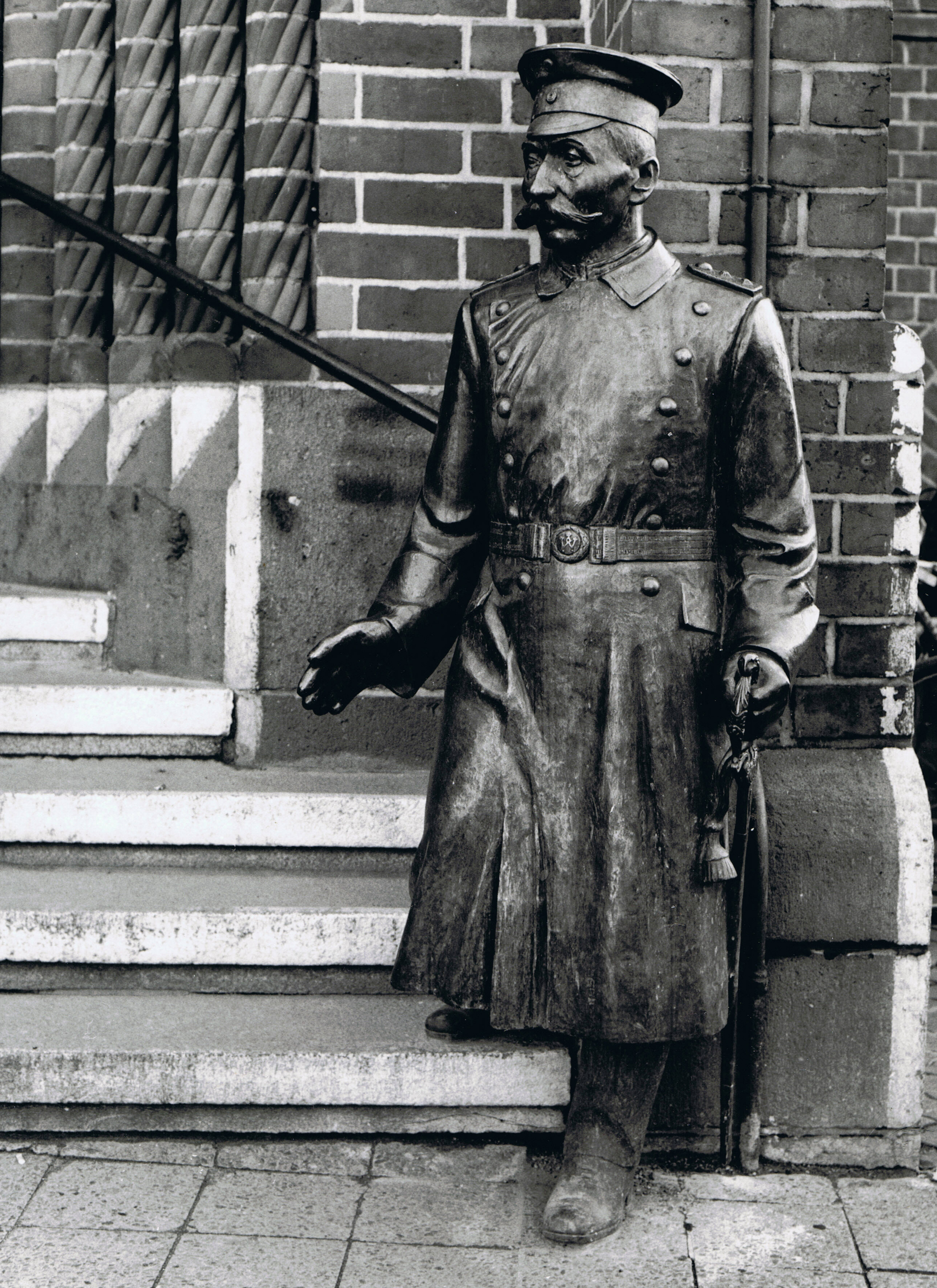
Hauptmann von Köpenick in Bronze, 1996

Durch die politische Öffnung der Sowjetunion wuchs sein Bekanntheitsgrad auch in Westeuropa. Dort wurde Babajan bekannt als „Maler der Perestroika“. Als solcher eröffnete er im Januar 1991 in Berlin gemeinsam mit seiner Tochter Yvetta seine erste eigene Ausstellung. Es folgten weitere in Griechenland, Italien, Deutschland und der Schweiz. 
Im Zeitraum von 1995 bis 2003 beteiligte sich der Bildhauer Babajan an mehreren Kunstwettbewerben in Berlin zur Gestaltung historischer Persönlichkeiten. Im ersten Wettbewerb ging es um den „Hauptmann von Köpenick“ als lebensgroße Bronzefigur an der Rathaustreppe von Berlin-Köpenick. Spartak Babajan gewann den Wettbewerb und realisierte das Vorhaben in Zusammenarbeit mit der Gießerei Seiler aus Schöneiche bei Berlin. In einer zweiten Ausschreibung ging es um die Wiederherstellung des 1945 verschwundenen Denkmals Friedrichs des Großen vom Marktplatz in Berlin-Friedrichshagen. Spartak Babajan gestaltete die Figur des „Alten Fritz“ in Lebensgröße und auf einem Sockel.

### Umsiedlung nach Kalifornien
Im Jahre 2002 folgte der Künstler seiner Familie von Moskau nach Ontario, wo bereits Sohn Armen 1991 sowie Ehefrau Galina und Tochter Yvetta 1996 ein neues zu Hause gefunden hatten. In den ersten Jahren in Amerika knüpfte Babajan in einer Retrospektive an seine bisherigen bevorzugten Malstile und Motive aus der Moskauer Perestroika-Zeit an. Er ergänzte seine Bildkompositionen mit figürlichen Elementen oder abstrakt-expressionistischen Formen. Durch regelmäßige Teilnahmen an den bedeutendsten Ausstellungen als Künstler der Moderne in New York, San Francisco, Los Angeles und weiteren erlangte er weitere Bekanntheit.

## Werk als Bildhauer und Maler

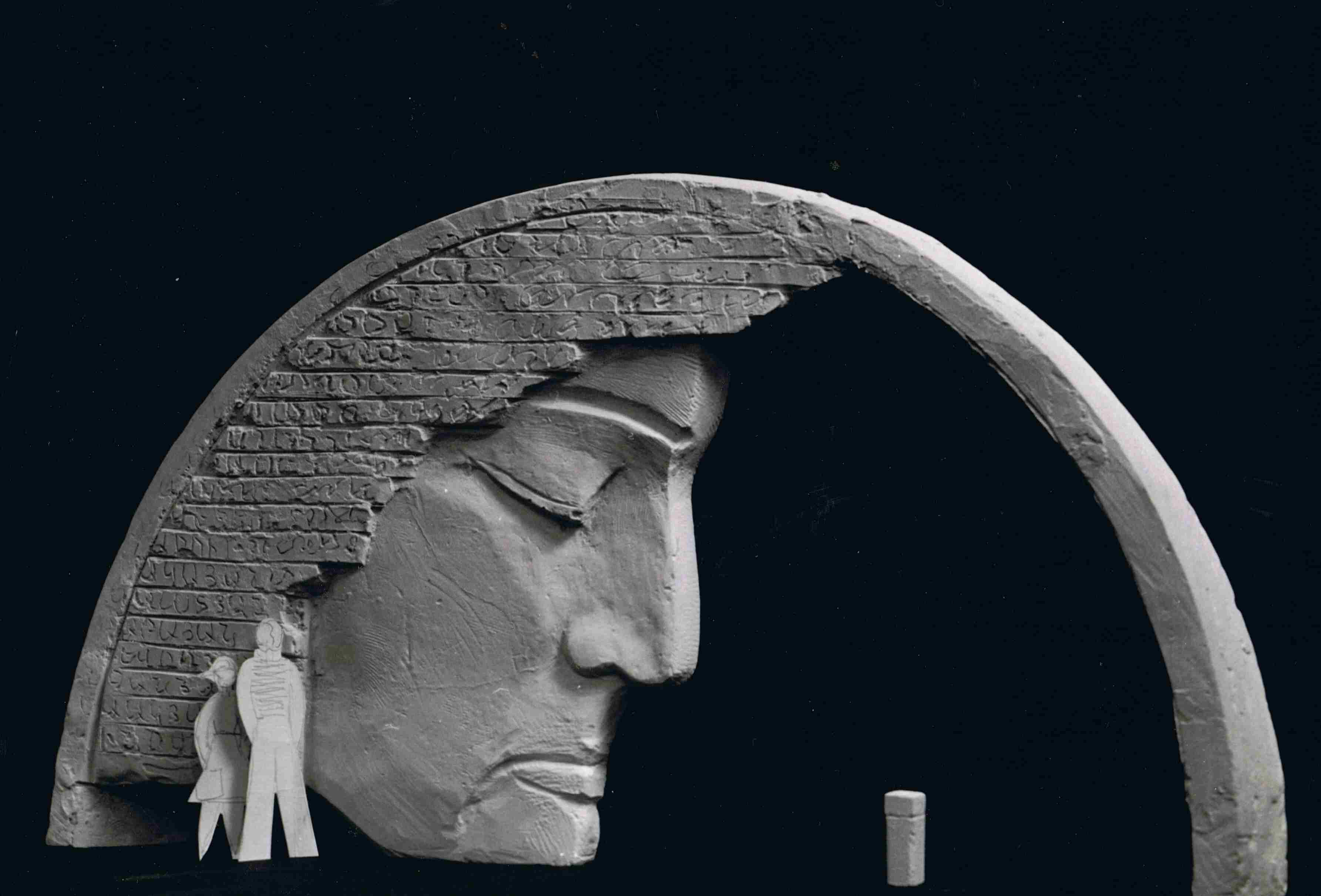
„Face“, 1984

### Frühwerk als Bildhauer
Spartak Babajan war als Bildhauer vom Kunstverband der UdSSR für eine Reihe von Kunstprojekten mit Nachkriegsthemen für Denkmalsprojekte und Monumente ausgewählt, die in Moskau sowie den südlichen Unionsrepubliken zur Realisierung kommen sollten. In den 1970er und 1980er Jahren wurden in der Sowjetunion neben den großen Monumenten in verschiedenen Städten und Regionen auch kleinere Denkmale, Reliefs und Statuen geschaffen, die aus der Hand des Künstlers Spartak Babajan stammen. Sie sollten an die getöteten Rotarmisten erinnern, die im Kampf gegen die deutsche Wehrmacht gefallen waren. Diese Ehrenmale sind nicht nur Denkmale des Sieges über Deutschland, sondern auch sowjetische Kriegsgräberstätten. Auch der Vater von Spartak Babajan wurde schon in den ersten Tagen des Zweiten Weltkrieges Opfer des deutschen Überfalls. 
Schaffensphase in Deutschland
- 1996: Denkmal „Hauptmann von Köpenick“ (Rathaus Köpenick)
- 1997: Auftrag der Stadt Frankfurt (Oder) für ein Modell des im Zweiten Weltkrieg zerstörte Denkmal des „Historischen Postillions“ (blieb unrealisiert). Spartak Babajan wurde Sieger um ein Denkmal zur Wiederherstellung des Denkmals Friedrichs des Großen und realisierte es.
- 2003: Denkmal „Friedrich II.“ (Berlin-Friedrichshagen)

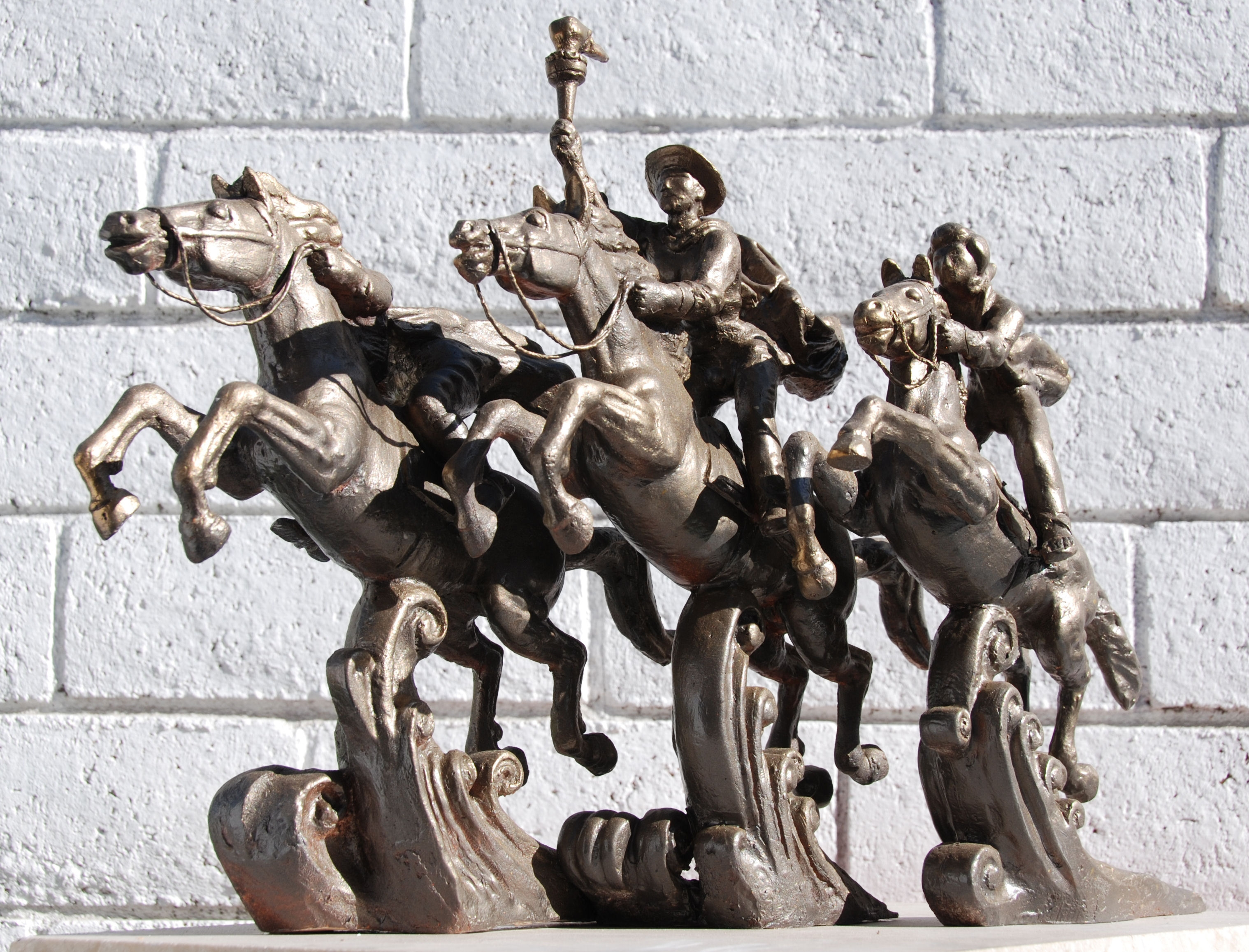
Projekt „Fliegende Reiter“, 2009 (unvollendet)

### Gegenwartswerk als Maler
Gegen Ende seiner Moskauer „Perestroika-Phase“ entstand in seinen Bildkompositionen eine Hinwendung vom analytischen zum synthetischen Kubismus. 
In den ersten Jahren seiner Schaffenszeit in Kalifornien knüpfte Babajan in einer Retrospektive an seine bisherigen bevorzugten Malstile und Motive aus der Perestroika-Zeit an. Er ergänzte seine Bildkompositionen mit figürlichen Elementen oder abstrakt-expressionistischen Formen. 
In seiner Schaffensphase ab 2010 krönt der armenisch-russische Neoexpressionist Babajan seine künstlerische Ausdrucksform durch figürlich-dekorative Gestaltungselemente, die an den französischen Avantgardisten des vergangenen Jahrhunderts Henry Matisse erinnern.

## Rezeption
A. Lukaschow (Moskau /Tretjakow-Galerie, russischer Kunstkritiker 1992): 
„Mystik und Rätselhaftigkeit sind nicht auf Basis von Erfahrungen des Künstlers als sichtbare Formen entstanden. Sie entstanden im Unterbewusstsein des künstlerischen Schaffensprozesses als Zeichen des Unvergänglichen, im Wissen des mehrdimensionalen der Welt, und dass das Sichtbare auf des Künstlers Leinwand einzig eine Reflexion, ein Spiegelbild seiner Seele ist. Eine bemerkenswerte Balance von Realität und Subjektivität ist in den Bildern von Spartak Babayan erkennbar.“ 
Dr. W. Gerber (Berlin/Galerie „Fliegende Reiter“, Kunstkritiker 2013): „Die seelische Stimmung bzw. der seelische Zustand bestimmen den Schaffensprozess des Künstlers. In den Bildern Spartak Babayans wird dieser Zustand über seine Medialität und Improvisationskunst realisiert. Die Medialität bestimmt den Inhalt der Komposition aus einem nostalgischen Untertauchen des Künstlers, aus den Eindrücken seiner Vergangenheit – reproduziert und auf einem Bild vereint aus Armenien, Mittelasien, Russland, Westeuropa und letztlich Kalifornien, der neuen Heimat seiner Familie – wie ein durchdrungener Refrain, verbunden durch große Melancholie, Intimität und Herzendwünsche, die in den Gefühlen des Künstlers leben.“